# Omnia
Omnia è un'enciclopedia multimediale edita dalla De Agostini in 5 CD-ROM. Comprende un'enciclopedia di 40 000 lemmi, un dizionario di 15 500 e un atlante geografico. Sono presenti inoltre video, animazioni GIF e 21 000 tra mappe 3D, anatomie e immagini. La voce narrante è del doppiatore Carlo Valli.
Possiede una sezione con le biografie dei principali personaggi famosi del mondo di ogni epoca e si può aggiornare da internet. Comprende anche ricerche per aree tematiche e un design innovativo. Per le ricerche, inoltre, fa uso degli operatori logici booleani.
L'ultima edizione dell'enciclopedia risale al 2009.

## Edizioni
- Omnia 97 (52000 voci, 1 CDROM)
- Omnia 98 (2 CDROM; + Omnia Lab)
- Omnia 99 Classic (1 CDROM) e Gold (2 CDROM)
- Omnia 2000 Classic (2 CDROM); Gold (4 CDROM); SCUOLA e DVD-ROM
- Omnia 2001 (Uscite da 8 CDROM); edizione Scuola 2000-2001
- Omnia Maxi (4 CDROM o 1 DVD-ROM)
- Omnia 2002 (Uscite da 10 CDROM + La Luna o confezione da 5 CDROM); edizione scuola 2001-2002
- Omnia 2003 (Uscite da 11 CDROM + Arte, Mondo in 3D, Scienza; o confezione da 5 CDROM); edizione scuola 2002-2003
- Omnia 2004 (Uscite da 12 CDROM con Documentari in DVD)
- Omnia 2005 (5 CDROM)
- Omnia - Nuova Edizione (DVD-ROM)